# Albert Göring
Albert Günther Göring (Friedenau, 9. ožujka 1895. – Neuenbürg, 20. prosinca 1966.) bio je njemački inženjer i gospodarstvenik. Mlađi je brat Hermanna Göringa. Za razliku od svog brata, Albert se protivio nacizmu te je pomagao mnogim progonjenim ljudima u vrijeme nacionalsocijalizma. 
Za razliku od svog starijeg brata Hermanna Göringa koji je postao jedan od najmoćnijih ljudi u nacističkoj Njemačkoj, Albert je prezirao nacionalsocijaliste i njihovu brutalnost. Nije se pridružio NSDAP-u već je u znak protesta uzeo austrijsko državljanstvo. Svoje kontakte s režimom koristio je u nekoliko navrata kako bi zaštitio prognanike.
Albert Göring ostao je nepoznat javnosti čak tri desetljeća nakon njegove smrti. Dok je njegov brat Hermann Göring bio predmet mnogih publikacija, Albert je u istima dobivao izuzetno malo pozornosti. Izuzetak je bio kratak članak u njemačkom tjedniku "aktuell" pisca Ernsta Neubacha, objavljen ranih 1960-ih. Koncem 20. stoljeća Albert Göring postaje predmet nekoliko knjiga i dokumentarnih filmova, što je pokrenulo i veći broj novih publikacija o njegovom životu.       